# Sportschau vor acht
Die Sportschau vor acht ist eine ca. dreiminütige Sport-Sendung, die seit der Bundesliga-Saison 2013/14 vom WDR produziert und auf Das Erste an fast jedem Freitag, an dem es ein Livespiel der Deutschen Fußball-Bundesliga gibt, um ca. 19:45 Uhr ausgestrahlt wird. Die Sendung wurde anfangs vom damaligen Sportschau-Moderator Matthias Opdenhövel moderiert. Mittlerweile kommen auch andere Moderatoren zum Einsatz, darunter Okka Gundel, Tom Bartels, Michael Antwerpes und Tobias Schäfer.

## Inhalt
In dem Magazin erfolgt ein kurzer Ausblick auf den aktuellen Spieltag der Fußball-Bundesliga und auf weitere sportliche Höhepunkte des Wochenendes.